# Shepardsville (Indiana)
Shepardsville es un lugar designado por el censo ubicado en el condado de Vigo en el estado estadounidense de Indiana. Se encuentra al norte de la ciudad de Terre Haute y está separado de esta por la Avenida Tercera (3rd Avenue).

## Geografía
Shepardsville se encuentra ubicado en las coordenadas 39°36′03″N 87°25′03″O / 39.60083, -87.41750 y hace parte del área metropolitana de Terre Haute.